# Valentin Varennikov

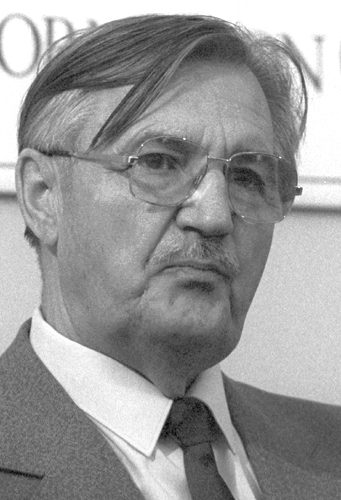
Valentin Varennikov

Valentin Ivanovich Varennikov (em russo: Валентин Иванович Варенников) (15 de dezembro de 1923 – 6 de maio de 2009) foi um general e político soviético/russo mais conhecido por ser um dos planejadores e líderes da guerra soviético-afegã, bem como um dos instigadores da tentativa de golpe de estado soviético de 1991.

## Guerra Soviético-Afegã
Durante os últimos anos da Guerra Soviético-Afegã, Varennikov foi o representante pessoal em Cabul do Ministro da Defesa soviético e manteve negociações com os membros da Missão de Bons Ofícios das Nações Unidas no Afeganistão e Paquistão que supervisionaram a retirada do país das tropas soviéticas entre 1988 e 1989. Varennikov continuou a defender a guerra mesmo após a retirada soviética em 1989.

## Envolvimento no golpe de agosto
Em 1991, durante a tentativa de golpe de agosto, ele uniu forças contra o líder soviético Mikhail Gorbachev. Após o fracasso do golpe, o general Varennikov foi preso, julgado e processado por traição junto com outros golpistas. Ele foi absolvido pela Suprema Corte da Rússia em 1994, pois o tribunal concluiu que ele apenas cumpriu ordens e agiu "apenas no interesse de preservar e fortalecer seu país". Ele foi o único membro do grupo de conspiradores acusados que se recusou a aceitar uma anistia.